# Deutscher Garten

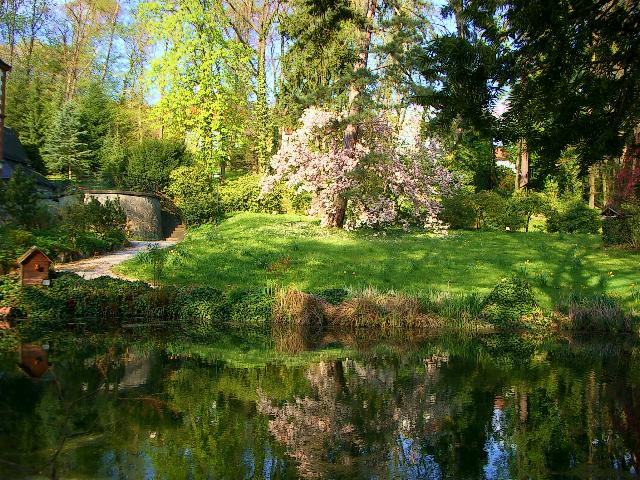
Parkanlage der Villa Haas

Der Begriff Deutscher Garten bezeichnet einen Stil innerhalb der Gartenarchitektur, der Ende des 18. Jahrhunderts aus dem typisch Englischen Landschaftsgarten heraus entstand. Charakteristisch für ihn ist seine klare Struktur, welche durch das Vorhandensein von freilaufenden Nutztieren, zum Beispiel Schafe, Rinder, Damwild und Ziegen, aufgelockert wird. 

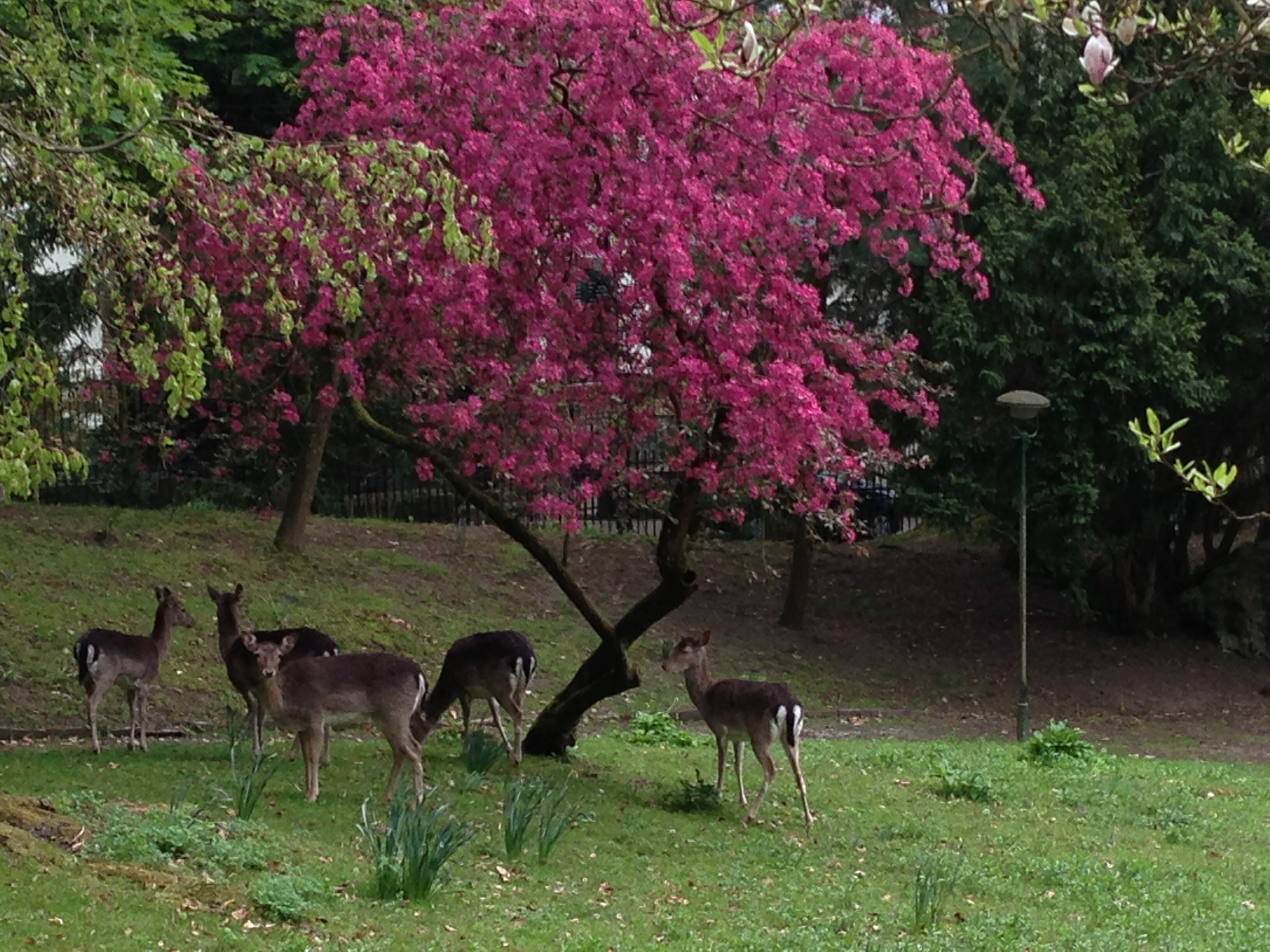
Damhirsche im historistischen Park

Ein berühmtes Beispiel dieses Gartenstils ist der Park von Schloss Luisium bei Dessau. 
Auch historistische Parkanlagen, wie beispielsweise Villa Haas, hatten das Ziel mit Staffagebauten z. B. einer Grotte oder natürlichen Elementen wie Wasser in Kombination mit Trauerformen (Bäume, Sträucher) eine Gefühlsästhetik (wie z. B. Melancholie) zu erzeugen. Die Tierhaltung erforderte eine Trennung von Gemüsegarten und den die Gebäude umgebenden Parterre. Im verbleibenden Parkbereich musste ein ökologisches Gleichgewicht zwischen Flora und Fauna erhalten werden. Positiv sind hier die natürliche Reduktion des Grasbewuchses und ein Einschränken der Verbuschung zu sehen. Aus heutiger Sicht sind der Verzicht auf Maschineneinsatz und die verbesserten Lebensbedingungen für Amphibien, Reptilien und Kleintiere zu erwähnen. Allerdings führt unausgewogener Nutztierbesatz langfristig zu selektivem Pflanzenwuchs. 